# Madie Hall Xuma
Madie Beatrice Hall Xuma, née Madie Beatrice Hall à Winston-Salem, en Caroline du Nord, en 1894 et morte dans la même ville le 10 septembre 1982, est une militante afro-américaine, qui a notamment agi contre l'apartheid. Elle émigre en Afrique du Sud, où elle est qualifiée de « mère de la nation ». 

## Biographie

### Jeunesse, formation et premiers engagements
Madie Beatrice Hall naît à Winston-Salem, en Caroline du Nord en 1894. Elle est l'un des quatre enfants de H. H. Hall, le seul médecin afro-américain de Winston-Salem à l'époque, et de sa femme Ginny Cowan Hall, une entrepreneuse immobilière. Elle a tout d'abord l'intention de devenir médecin comme son père et son frère. Elle est admise au Collège de médecine de l'Université Howard après avoir terminé sa formation scolaire normale à l'Université Shaw. Son père refuse en raison de l'agression sexuelle d'une femme médecin noire peu de temps auparavant. Elle commence donc à enseigner à la Winston-Salem Public School et à l'Université Bethune-Cookman. Elle obtient un baccalauréat ès sciences en éducation au Teachers College de Winston-Salem en 1937 et une maîtrise ès arts en éducation au Teachers College de l'université Columbia en 1938. Elle devient secrétaire exécutive de la Young Women's Christian Association (YWCA) en Caroline du Nord et en Virginie.

### Après sa rencontre avec Alfred Xuma
Elle étudie encore en vue d'une maîtrise en éducation à l'université Columbia lorsqu'elle rencontre le veuf Alfred Xuma, en visite aux États-Unis en 1937-1938. Malgré son désir de partir pour l'Afrique du Sud, l'embarquement, prévu le 5 octobre 1939, est retardé puis annulé définitivement à cause de la guerre. À la suite d'une suggestion de son futur mari, Hall poursuit ses études en tant que travailleuse sociale à l'Université d'Atlanta, en attendant le moment de leur départ. Elle et Xuma se marient au Cap le 18 mai 1940, un jour après leur arrivée. Son mari, Alfred Xuma, est président du Congrès national africain (ANC) de 1940 à 1949.
Peu de temps après son arrivée, elle produit une comédie musicale populaire sur la vie afro-américaine, qu'elle présente au peuple sud-africain et écrit sa suite, une pièce de théâtre intitulée The Green Pastures, sur la libération des Noirs. Au cours des années 1940, elle prononce de nombreux discours sur l'histoire de l'esclavage et l'utilisation du lavage de cerveau pour faire croire aux Noirs qu'ils sont inférieurs et accepter leur statut de serviteur. Ces conférences sont généralement données devant des groupes tels que la Bantu Nurses Association et Daughters of Africa. Magie Hall, devenue Magie Hall-Xuma, crée aussi une pièce de théâtre pour collecter des fonds pour le Congrès national africain, intitulée American Negro Review: The Progress of a Race, basée sur une pièce de théâtre jouée à Winston-Salem, en Caroline du Nord. Cette pièce populaire permet de récolter plus de 200 livres pour l'ANC. 
Elle devient la première présidente de la Ligue des femmes du Congrès national africain, occupant cette fonction de 1943 à 1949. Elle défend avec succès l'adhésion à part entière et le droit de vote des femmes à l'ANC. Elle participe à la fondation des clubs d'entraide Zenzele pour l'enrichissement des femmes, dont elle tire l'idée de son expérience dans les clubs américains pour femmes noires. En 1951, elle affilie le mouvement Zenzele à la YWCA mondiale, mais sans l'approbation de la YWCA sud-africaine, contrôlée par le régime d'apartheid, et qui refuse l'adhésion des femmes noires,. Elle est malgré tout élue présidente du conseil national de l'Association chrétienne des jeunes femmes sud-africaines en 1955.
En février 1963, un an après la mort de son mari en 1962, elle retourne à Winston-Salem, en Caroline du Nord, et y vit jusqu'à sa mort, le 10 septembre 1982.